# Emma och Jultomten: Jakten på älvdrottningens hjärta
Emma och Jultomten: Jakten på älvdrottningens hjärta (danska: Emma og Julemanden - Jagten på Elverdronningens hjerte) är en dansk julfilm från 2015 i regi av Søren Frellesen efter ett manus av Jenny Lund Madsen, Uffe Rørbæk Madsen och Philip LaZebnik.
Filmen är en fortsättning på berättelserna om familjen Glad från julkalendrarna Ludvig og Julemanden och Tvillingerne og Julemanden.

## Handling
11-åriga Emma är en fantasifull tjej som känner sig bortglömd av sin stora familj. Emma älskar sagovarelser och när hon träffar självaste jultomten Nicolas och hans fru Julie blir det början på en fartfylld resa in i älvornas rike. Tillsammans måste de rädda Nicolas och Julies nyfödda dotter från den förbittrade älvdrottningen, som har förbjudit kärlek i älvriket. Emma får oväntad hjälp av den nyfikna tomtepojken Rod, och de upptäcker att för att få tillbaka barnet och rädda kärleken i älvornas kungarike, måste de hitta älvdrottningens frusna hjärta.

## Rollista
- Lars Hjortshøj – Nicolas
- Camilla Bendix – Julie
- Sofia Suppli Callesen – Emma
- Malte Houe – Rod
- Mille Dinesen – Skatten Langpat
- Esben Pretzmann – Towli
- Rune Tolsgaard – Pind
- Charlotte Guldberg – Rikke
- Caspar Phillipson – Jesper
- Sigrid Husjord – Benz
- Søren Malling – tankchef
- Christine Exner – Birgitte, lärare
- Karla Halskov Kristensen – Jultomtens baby
- Uffe Rørbæk Madsen – adjudant
- Jørn Holstein – kyrkotjänare
- Daniel Livbjerg Bevensee – Elm
- Johanne K. Nørregård-Nielsen – Siv
- Nanna Thybo – Brise
- Mads Edemann Bahnsen – Karl
- Marius Smith Kjær – Kristian
- Frederik Emil Ingemann Brandt – Rasmus
- Emil Guldberg – Puf
- Mathias Rørbæk Klausen – Mads
- Thomas Frank – Hans
- Ann Smith – chefstomte
- Johan Anckarstjerna – Bette-Leif
- Valdemar Færløv Christensen – älvbaby
- Bjarke Brøndum Jørgensen – Bobo
- Cecilie Ejlersen – älvflicka
- Anna Berdien – älvflicka
- Christine Højmark – älvflicka
- Nadja Spælling Andersen – älvflicka
- Line Kjär Hviid – älvflicka
- Tina Quist Nerengård – hjälptomte på Jultomtens verkstad

## Produktion

### Bakgrund
Deluca film ville redan 2012 göra en spelfilm som fortsättning på julkalendern Ludvig og Julemanden. Filmen var ursprungligen tänkt att vara en sommarfilm, en "roadmovie", där familjen bilar genom Nordjylland i jakt på en skatt. Det var även tänkt att filmen åter skulle utspela sig på Børglums kloster med Stygge Krumpen, spökena och Lars Hjortshøj som jultomten. Inspelningarna sköts däremot upp till 2014 eftersom finansiärerna inte kunde komma överens om budgeten och den nya julkalendern Tvillingerne og Julemanden på samma tema höll på att spelas in samtidigt.
Innan Emma och Jultomten: Jakten på älvdrottningens hjärta producerades hade julkalendrarna om tomtenissen Pyrus, Jesus & Josefine och Jul i Valhalla från TV 2 redan filmatiserats och blivit publikframgångar i Danmark.

### Produktion
Filmen producerades av Deluca Film med finansiellt stöd från Danska filminstitutet, TV2 Fiktion och Den Vestdanske Filmpujle och distribuerades i Danmark av Scanbox Entertainment.
Filmen spelades in på fyra veckor i Viborg, däribland Viborgs domkyrka, och två veckor i Hjørring under arbetsnamnet Emma & Nicolas.

## Musik
Filmens ledmotiv, "Sommersne", skrevs av Kaspar Kaae och Jonas Haahr Petersen.